# Chaux-des-Crotenay
Chaux-des-Crotenay is een gemeente in het Franse departement Jura (regio Bourgogne-Franche-Comté) en telt 375 inwoners (1999). De plaats maakt deel uit van het arrondissement Lons-le-Saunier.

## Geografie
De oppervlakte van Chaux-des-Crotenay bedraagt 11,7 km², de bevolkingsdichtheid is 32,1 inwoners per km².

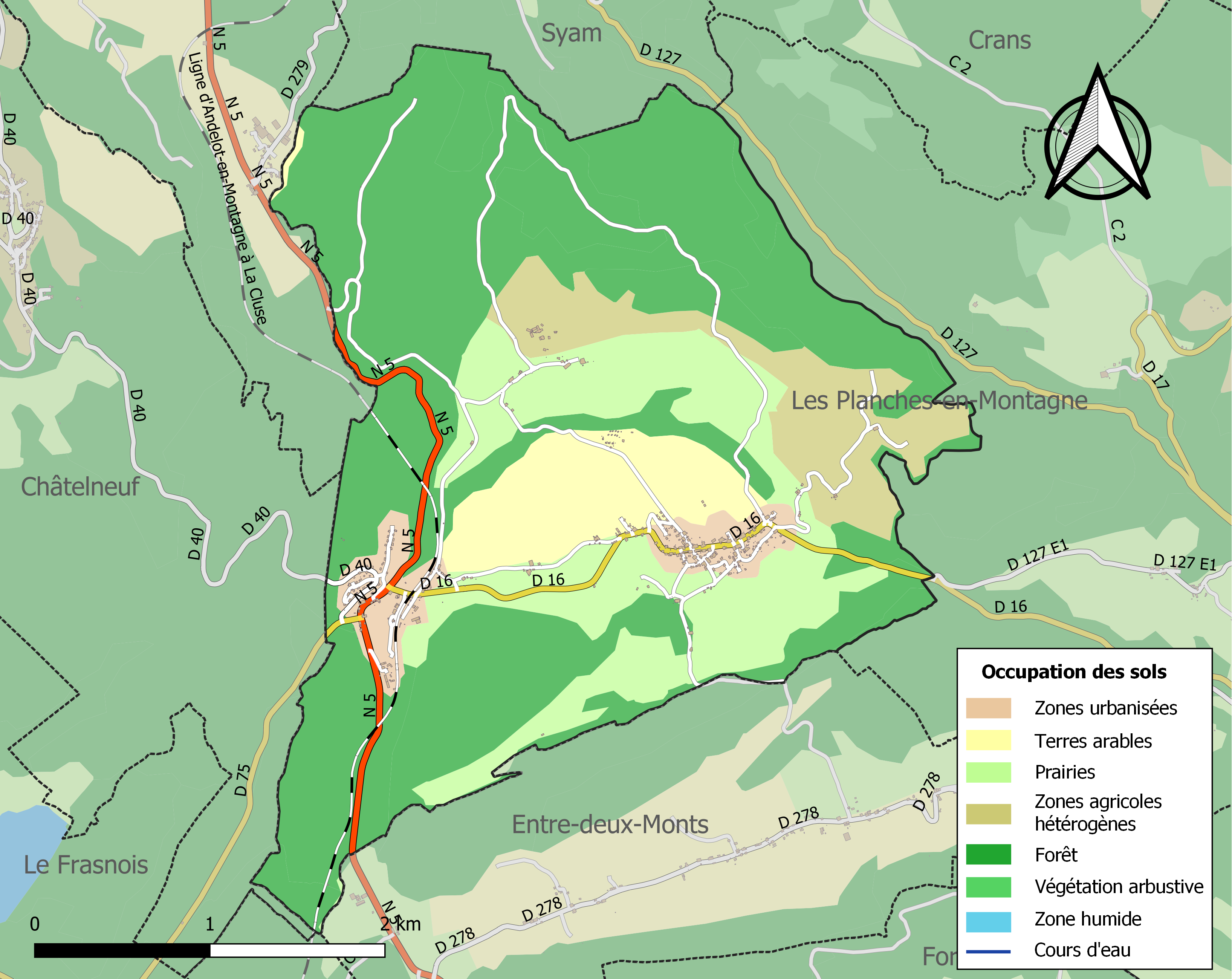
Kaart van de gemeente met de belangrijkste infrastructuur, bodemgebruik en omliggende gemeenten

## Verkeer en vervoer
In de gemeente ligt spoorwegstation La Chaux-des-Crotenay.

## Demografie
Onderstaande figuur toont het verloop van het inwonertal (bron: INSEE-tellingen).